# Tango del último amor
Tango del último amor o Tango vtroem (titulada Танго втроем en Rusia) es una telenovela transmitida en el año 2007 por Rossiya 1. La misma fue una coproducción entre Argentina (Telefe) y Rusia (Rossiya 1). Como protagonistas tuvo a Adriana Salonia, Mario Pasik, Andrey Rudenski y Gabriella Mariani, además de gran elenco. La tira fue filmada durante 2006 en locaciones de Buenos Aires, San Carlos de Bariloche, Cataratas del Iguazú y San Petersburgo.Coordinador Operativo por Telefe en Argentina, Rubén Hector Bertora.

## Sinopsis
Lucía (Adriana Salonia) es una científica argentina que lleva 20 años de matrimonio con  Jorge (Mario Pasik). Después de muchos años Lucía se reencuentra con  Yuri (Andréi Rudenski), un biólogo ruso quien fue su primer amor. Ella piensa que esto es una señal para terminar con su matrimonio, pero existe un problema, Yuri está casado con Olga (Gabriella Mariani). 

## Elenco

### Protagonistas
- Adriana Salonia como Lucía.
- Andrey Rudenski como Yuri.
- Gabriella Mariani como Olga.
- Mario Pasik como Jorge.

### Coprotagonistas
- Salo Pasik
- Graciela Pal
- Galina Bokashevskaya
- Anatoly Nemov
- Ludmila Svitova
- Carlos Bermejo
- Natalie Pérez
- Santiago Ramundo